# Villa Abegg
Villa Abegg, così denominata dal cognome di uno dei proprietari privati più recenti, ma nota anche come Vigna di Madama Reale, è un edificio residenziale barocco sito sulla collina di Torino (Strada comunale San Vito Revigliasco, 65).

## Storia
Originariamente si trattava di un modesto villino sito al centro di una vigna di proprietà del giurista conte Ludovico Thesauro di Meano. Villino e vigna furono acquistati nel 1622 dalla consorte di Vittorio Amedeo I di Savoia, Cristina di Borbone-Francia, nota come "Madama Reale". Verso la fine degli anni 1640 Cristina commissionò all'architetto carmelitano padre Andrea Costaguta la costruzione di un nuovo palazzo. Il villino venne demolito e padre Costaguta, cui subentrò successivamente Amedeo di Castellamonte, fece erigere su suo progetto fra il 1648 ed il 1653 un vero e proprio palazzo costituito da un corpo centrale e due ali laterali, intorno al quale la vigna venne sostituita da uno splendido parco con giardino, viale alberato, peschiere e pergolati. Alla progettazione della decorazione degli ambienti aveva collaborato anche il favorito di Cristina, conte Filippo San Martino di Agliè. Cristina lo elesse a sua dimora dal 1653 fino alla sua morte, avvenuta dieci anni dopo.
Dopo la morte di Cristina, la villa divenne residenza delle amanti del figlio, Carlo Emanuele II di Savoia, la marchesa di Cavour Maria Giovanna di Trecesson e Gabriella di Mesmes de Marolles, contessa delle Lanze.
Morto Carlo Emanuele, la vedova Maria Giovanna Battista di Savoia Nemours, madre di Vittorio Amedeo II (futuro re di Sicilia e poi re di Sardegna, oltre che duca di Savoia), detta anch'essa "Madama Reale", vendette la villa nel 1679 all'Ospedale di Carità, dal quale fu riacquistata solo cinque anni dopo dal figlio Vittorio Amedeo.
Vi s'installò allora la "Contessa di Verrua" (Jeanne Baptiste d'Albert de Luynes), amante di Vittorio Amedeo, cui aveva dato già due figli illegittimi, che vi rimase fino al 1703, allorché venne occupata da un grosso contingente militare.
Utilizzata come palazzo di rappresentanza fino verso il 1707, venne acquistata nuovamente dall'Ospedale di Carità che nel 1724 la vendette ad un certo Buscaglione, segretario della ex amante di Carlo Emanuele II, Gabriella di Mesmes de Marolles, che la rivendette presto ai Missionari della Congregazione di San Vincenzo de' Paoli.
Nel 1797 la villa venne riacquistata da Carlo Emanuele IV ma poco dopo, con l'occupazione francese del Piemonte e la cacciata in Sardegna di Carlo Emanuele, la villa venne confiscata come bene nazionale e fu abitata per un paio di anni scarsi da Paolina Borghese, sorella di Napoleone Bonaparte e moglie del principe Camillo Borghese, nominato da Napoleone Governatore del Piemonte. Lasciata da Paolina, la villa si vide amputare le due ali.
Utilizzata come ricovero per feriti delle campagne di Napoleone, con la restaurazione del 1814 la villa tornò di proprietà dei Savoia e Vittorio Emanuele I la vendette a certa signora Morelli in Rosso; passò quindi alla famiglia Prever, che la tenne a lungo per poi rivenderla ad altri privati finché, nel 1932, fu acquistata da Werner Abegg, dirigente d'azienda e mecenate di origine svizzera.
La villa è citata in un'operetta del 1667, scritta sotto pseudonimo da Filippo d'Agliè, e da C. M. Audiberti nella sua opera Regiae Villae del 1711.
Oggi la villa è proprietà del Comune di Torino e vi ha sede l'Archivio storico della Compagnia di San Paolo.